# Coucal à tête fauve
Centropus milo
Espèce
Statut de conservation UICN

 LC  : Préoccupation mineure
Répartition géographique

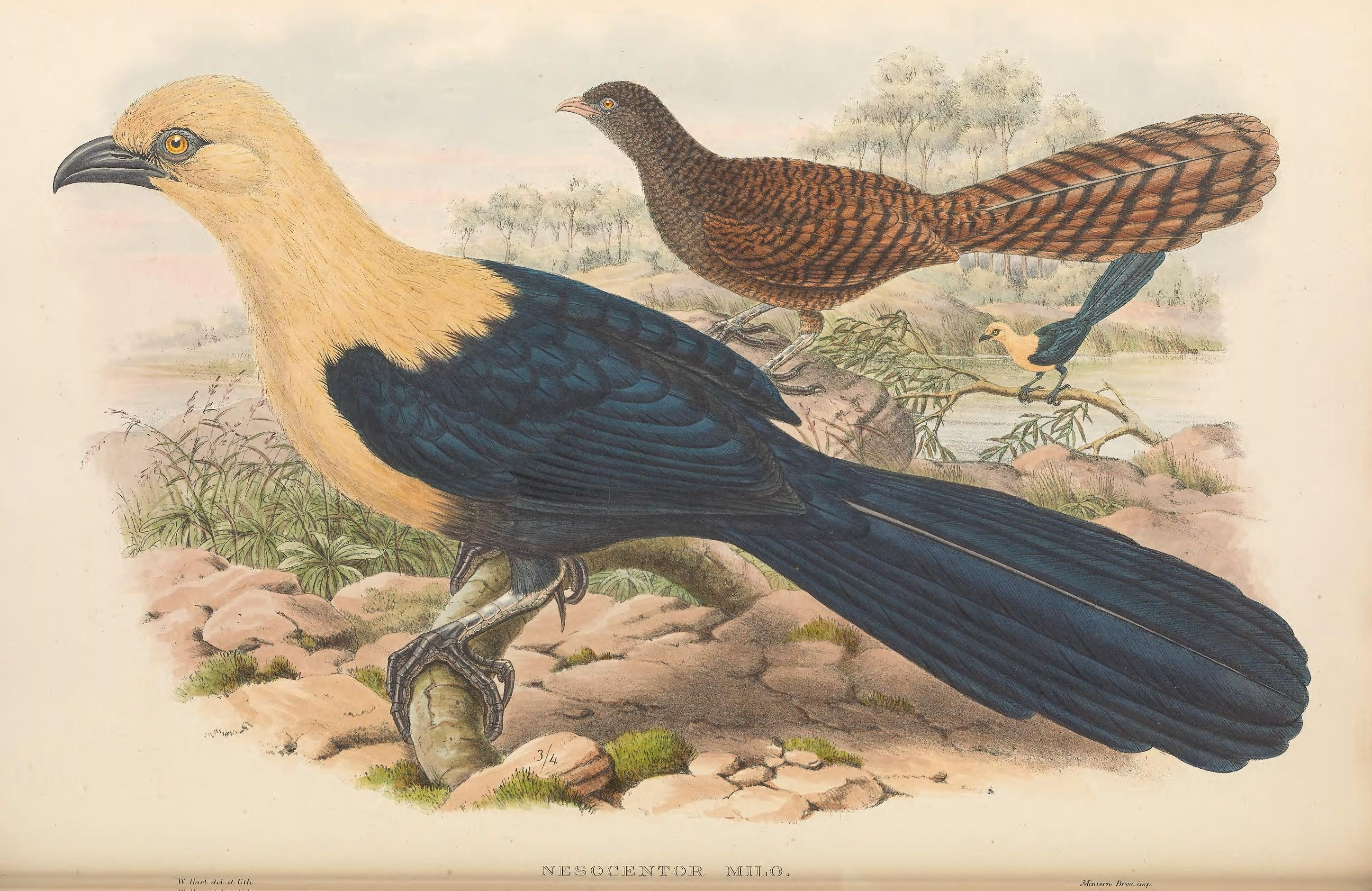
Coucal à tête fauve

Le Coucal à tête fauve (Centropus milo) est une espèce d'oiseau de la famille des Cuculidae, endémique des îles Salomon (Guadalcanal et Nouvelle-Géorgie).

## Liste des sous-espèces
- Centropus milo albidiventris Rothschild, 1904
- Centropus milo milo Gould, 1856